# قصر بلزمه
قصر بلزمه (به عربی: قصر بلزمة) یک شهرداری در الجزایر است که در استان باتنه واقع شده‌است.